# ディス・デイ・フォワード
ディス・デイ・フォワード(英: This Day Forward)は1996年から2003年まで活動していたフィラデルフィア出身のポスト・ハードコアバンド。

## 来歴
This Day Forwardは1997年、フィラデルフィアの郊外にて、Mike Shaw(Vo.)、Gary Shaw(Ba.)の兄弟、そして、Randy Wehrs(Gt.)、Mike Golen(Gt.)、Colin Frangicetto(Dr.)の5人で始動した。最初期は地元のライブ会場でギグを重ね、1998年に1stアルバム「Fragments of an Untold Story Born by Shunning the Opportunity」をリリースする。このアルバムはConvergeに代表される絶叫するボーカルをフィーチャーしたメタルコア的作品だが、彼らに比べよりメロディアスなリフが導入されている。程なくして、Eulogy Recordingsに移籍したThis Day Forwardは2000年、続けざまに2ndアルバム「The Transient Effects of Light on Water」をリリースする。Eulogy Recordingsのスタッフはバンドに、大規模な音楽フェスへの参加を促し、実際にHellfestなどのフェスへ参加を果たした。これを機にThis Day Forwardは多くの知名度とファンを獲得することとなった。
2ndアルバムのリリース直後、同じくフィラデルフィア出身のA Life Once LostのVadim Taver(Gt.)がバンドに加入。2002年に新たなメンバーにより製作したEP「Kairos EP」をリリース。2ndアルバムが、初期の作品から大きなクオリティの引き上げをしつつも、基本的な路線を踏襲したのに対し、このEPにおいては大きな路線変更を行った。メタリックなギターリフは鳴りを潜め、全体的にはヘヴィなサウンドを貫きつつも、落ち着きのあるパートの割合が増している。またボーカルについても、クリーンボイスやスポークン・ワードの導入によってより振れ幅の大きい構成となった。EP内の"Sunfalls and Watershine"でゲストボーカルとして参加したThursdayのGeoff Ricklyは、この作品を高く評価している。
2002年下旬、This Day Forwardはイコール・ヴィジョン・レコードへ移籍する。また、アメリカツアーでサポートとして同行していたBrendan Ekstrom(Gt.)が新たに加入。翌2003年、バンドは3rdアルバム「In Response」をリリースする。前作より更に初期の作風からの脱却が見られ、スクリーモ的なシャウトはほとんど用いられなくなり、Taverのコーラスも相まって、より歌を重視したサウンドへと変化した。このセルアウト的路線変更に対しては批判的な評価が多かったものの、バンド史上最もオリジナリティのある作品として賞賛する意見も見られた。アルバムのリリース後、バンドはThursday、Murder by Death、Sincebyman、Christiansenと言ったバンドと共に各地を回るツアーを行った。そして同年11月、This Day Forwardはバンドの解散を発表した。解散の理由については明言されていない。一説では、メンバーが「In Response」の出来に満足できなかっただとか、ハードコアシーンでの活動に消極的だったとも言われているが、確証はない。しかし、Poison the Wellと共に行った最後のツアー内で、喧嘩した後のMikeが「だからお前は解散したいんだな」と言いながら舞台裏を歩いていたと言う。そのツアーの終盤ではAlexisonfireも同行している。最期は、彼らが活動当初よりライブを行った感慨の深いファースト・ユニテリアン教会で飾られた。

## 解散後の活動
This Day Forwardは恒久的に活動を休止したものの、以降もほとんどのメンバーが積極的に音楽活動を行っている。Mike ShawとMike GolenはChateauと言うプロジェクトを立ち上げ、2010年に作品をリリースしている。Gary ShawはSaosinのAnthony Greenらと共にCirca Surviveとして今日まで活動を継続している。Vadim TaverはHot CrossのJosh Jakubowskiによるアコースティック・エモプロジェクト、Superstitions of the Skyに参加している。

## メンバー
- Mike Shaw - ボーカル
- Gary Shaw - ベース
- Vadim Taver - ギター
- Brendan Ekstrom - ギター (現・Circa Survive)
- Colin Frangicetto - ドラム (現・Circa Survive)

過去のメンバー:
- Mike Golen - ギター (初期3作品)
- Randy Wehrs - ギター (初期2作品)
- Sean McGuigan - ベース

## ディスコグラフィー
- Fragments of an Untold Story Born by Shunning the Opportunity (Break Even Records, 1999)(再発盤 Eulogy Recordings, 2001)
- The Transient Effects of Light on Water (Eulogy Recordings, 2000)
- Kairos EP (Eulogy Recordings, 2002)
- In Response (イコール・ヴィジョン・レコード, 2003)